# Lasiurus minor
Lasiurus minor is een zoogdier uit de familie van de gladneuzen (Vespertilionidae). De wetenschappelijke naam van de soort werd voor het eerst geldig gepubliceerd door Miller in 1931.

## Voorkomen
De soort komt voor in Puerto Rico, de Bahama's, Haïti en de Dominicaanse Republiek.